# Weißenseer FC
Weißenseer FC is een Duitse voetbalclub uit het Berlijnse stadsdeel Weißensee.

## Geschiedenis

### Beginjaren als eersteklasser
De club werd op 8 september 1900 opgericht en sloot zich aan bij de Markse voetbalbond. In 1904 werd de club daar kampioen. In 1908 wisselde de club om naar de competitie van de Berlijnse voetbalbond en begon daar in de derde klasse. Na één seizoen promoveerde de club naar de tweede klasse. In 1910 won de club zelfs de Berlijnse beker. Het duurde wel tot 1918 vooraleer de club naar de hoogste klasse promoveerde. In 1922 promoveerde de club terug naar de hoogste klasse en speelde in de middenmoot tot een degradatie volgde in 1925/26. Na één seizoen promoveerde de club opnieuw. Nadat de club twee jaar op rij de degradatie net vermeed werd in 1929/30 de vijfde plaats behaald. Het volgende seizoen volgde echter een nieuwe degradatie. In deze tijd werd de club ook actief in andere sporttakken zoals hockey en boksen. De club telde ongeveer 300 leden, wat vrij veel was in die tijd.
Na de invoering van de Gauliga Berlin-Brandenburg in 1933 slaagde de club er niet meer in om op het hoogste niveau te voetballen. Ondanks het feit dat de club geen eersteklassevoetbal bracht kwamen er toch zo'n 8.000 toeschouwers naar de wedstrijden.

### DDR-Tijd
Na de Tweede Wereldoorlog werden alle Duitse voetbalclubs ontbonden. De club werd heropgericht als SG Weißensee Ost. In 1951 promoveerde de club onder de naam ASV Weißensee naar de Stadtliga Ost Berlin, de derde klasse. In 1953 werd de naam Blau-Weiß Weißensee aangenomen. In 1954 degradeerde de club, maar kon na één seizoen alweer terugkeren. Van 1956 tot 1990 heette de club BSG Weißensee. De club pendelde tussen de derde en de vierde klasse tot aan het einde van de DDR.

### Geschiedenis na 1990
Na de Duitse hereniging kon de club niet meer overleven in het toenmalige systeem waarin bedrijven de clubs sponsorden. Op zoek naar financiële middelen bood een verzekeringsmaatschappij hulp aan en de club speelde verder onder de naam SG Eumako Weißensee. Het engagement gold slechts voor twee seizoenen waardoor de club in 1993 opnieuw in de problemen kwam. De club sloot zich aan bij de grotere sportclub SV Preußen Berlin, dat geen voetbalafdeling had. Preußen fusioneerde ook met het failliete PFV Bergmann-Borsig en nam de plaats in de Oberliga (vierde klasse) over. Na één seizoen degradeerde de club. In 1997 volgde een nieuwe degradatie naar de Landesliga. Ook bij SV Preußen doken de financiële perikelen op en de voetbalafdeling maakte zich los van de sportclub en het historische Weißenseer FC werd heropgericht. Omdat de club over weinig financiële mogelijkheden beschikte degradeerde de club in 1999 en 2000. In 2002 promoveerde de club terug van de Kreisliga naar de Bezirksliga waar de club een aantal seizoenen speelde en dan promoveerde naar de Landesliga. In 2011 fuseerde de club met HSV Rot-Weiß Berlin, maar bleef wel de naam Weißenseer FC behouden. In 2015 degradeerde de club weer. Na twee seizoenen promoveerde de club naar de Landesliga, waar ze tot 2022 speelden. 